# ویلیام توماس کالمن
ویلیام توماس کالمن (انگلیسی: William Thomas Calman; ۲۹ دسامبر ۱۸۷۱ – ۲۹ سپتامبر ۱۹۵۲) جانورشناس و زیست‌شناس دریایی اهل اسکاتلند بود. وی همچنین برندهٔ جوایزی همچون همکار انجمن سلطنتی شده‌است.